# John Penisini
John Nau Penisini (31 maggio 1997) è un ex giocatore di football americano statunitense che ha militato nel ruolo di defensive tackle per i Detroit Lions della National Football League (NFL).

## Carriera

### Detroit Lions
Penisini al college giocò a football allo Snow College (2016) e all'Università dello Utah. Fu scelto nel corso del sesto giro (197º assoluto) del Draft NFL 2020 dai Detroit Lions. Debuttò come professionista nella gara del primo turno contro i Chicago Bears giocando nove snap in difesa. Nella settimana 6 contro i Jacksonville Jaguars disputò la prima gara come titolare. La sua stagione da rookie si chiuse con 35 tackle e un sack disputando tutte le 16 partite, di cui 12 come titolare.
L'11 giugno 2022 Penisini annunciò il proprio ritiro.